# Тераса (филм)
„Тераса” је југословенски ТВ филм из 1983. године. Режирао га је Дејан Мијач а сценарио су написали Јован Христић и Дејан Мијач.

## Улоге
| Глумац                 | Улога       |
| ---------------------- | ----------- |
| Лазар Ристовски        | Владан      |
| Олга Кацијан           | Ета         |
| Александар Берчек      | Иван, лекар |
| Милка Подруг Кокотовић | Бланка      |
| Војка Ћордић-Чавајда   | Вера        |